# Paralia Gerondolakkos
Gerondolakkos (griechisch Παραλία Γεροντόλακκος Paralia Gerondolakkos) ist ein Strand im Südosten der griechischen Insel Kreta. Er ist der südlichste der Strände von Ambelos (Παραλίες της Αμπέλου) an der Küste des Levantinischen Meeres und gehört zur Siedlung Xerokambos (Ξερόκαμπος) der Gemeinde Sitia (Σητεία).

## Lage und Beschreibung
Gerondolakkos liegt am nordöstlichen Ende der kleinen Halbinsel Trachilos (Ακρωτήριο Τράχηλος) mit der vorgelagerten, 47 Meter hohen Insel Kefali (Νησί Κεφαλή) etwa 800 Meter im Südosten. Die Gebäude der Streusiedlung Xerokambos erstrecken sich ungefähr 700 Meter landeinwärts im Norden des Strandes. Er wird an beiden Seiten von niedrigen Felsen begrenzt, die bis ins Wasser reichen. Im Nordosten von Gerondolakkos besteht durch eine Felslücke ein Durchgang zum Nachbarstrand Argilos (Παραλία Άργιλος), dem sich weiter nach Norden die Strände Chiona (Παραλία Χιώνα), auch Ambelos (Παραλία Άμπελος) genannt, Vourlia (Παραλία Βούρλια) und der Zentralstrand (Κεντρική Παραλία) von Xerokambos anschließen.

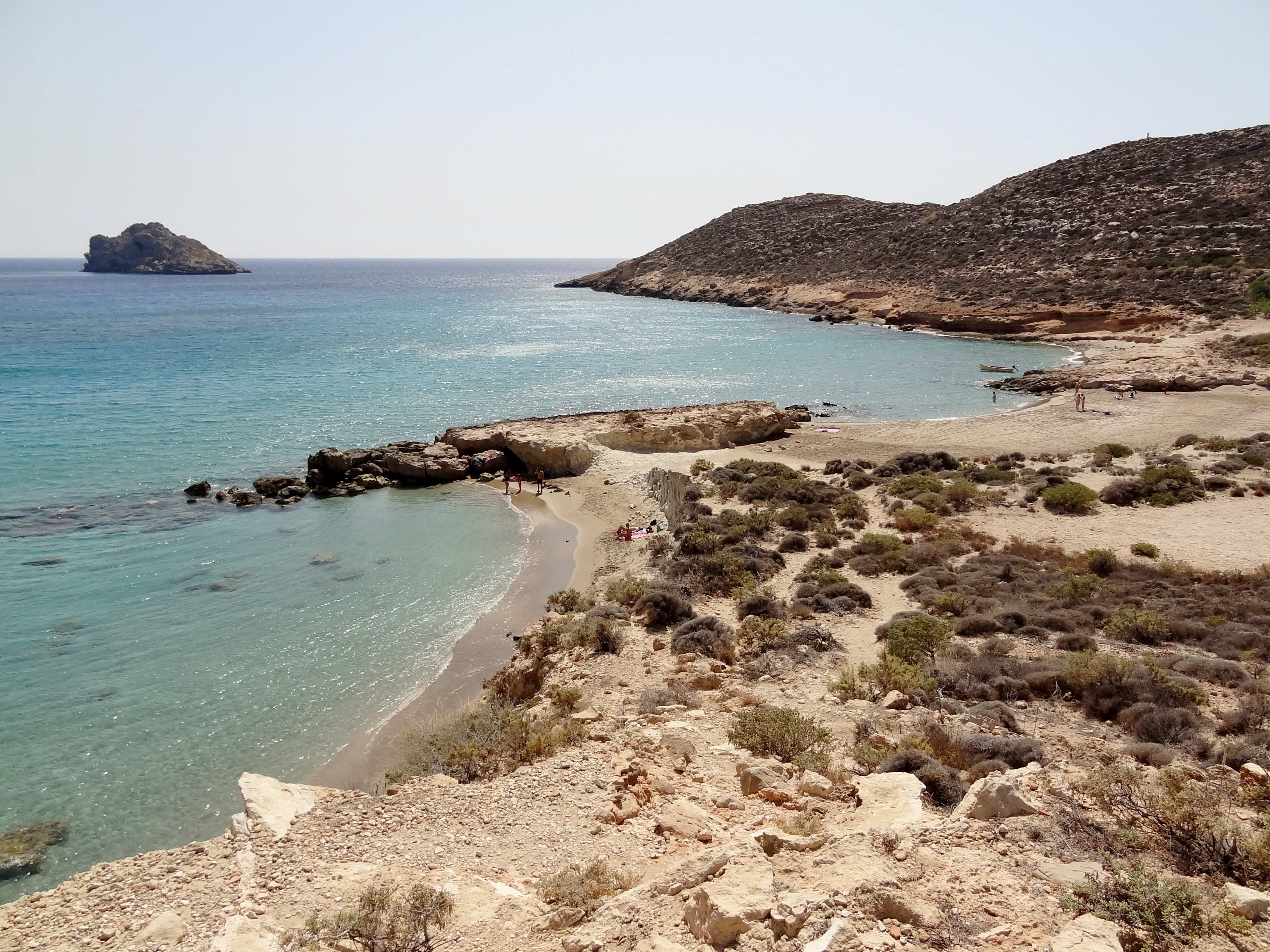
Übergang nach Argilos

Von der Nordostseite des Strandes Gerondolakkos führt ein schmaler Fußweg zur am 12. Oktober 2021 stark beschädigten kleinen Kirche Agios Nikolaos (Άγιος Νικόλαος), die 100 Meter nördlich auf dem Hügel Farmakokefalo (Φαρμακοκέφαλο) steht. Sie ist auf den Grundmauern der hellenistischen Siedlung von Xerokambos errichtet, die sich im Altertum über den gesamten Hügel erstreckte und nur an einigen Stellen ausgegraben wurde. Die Überreste der Siedlung, die teilweise mit dem antiken Ampelos identifiziert wird, können auf dem Hügel besichtigt werden. Der Strand wird nach der Kirche auch Agios Nikolaos genannt, der Name Gerondolakkos bedeutet „heilige Grube“.
Der Strand Gerondolakkos hat eine Länge von etwa 70 Meter, seine maximale Breite beträgt 30 Meter. Der flach ins Meer führende Sandstrand ist an beiden Seiten mit einigen Felsblöcken durchsetzt. Am Durchgang zum Nachbarstrand  Argilos, dessen Name Lehm oder Ton(erde) bedeutet, finden sich Felsen aus stark fragmentiertem weißen Mergel, der im Pliozän entstand und einen hohen Tonanteil besitzt. Bei den Badegästen ist es beliebt, Bruchstücke des Mergels im Wasser aufzuweichen und auf die Haut aufzutragen. Während die Steilküste hinter Argilos vor starken Südwinden schützt, ist Gerondolakkos diesen ausgesetzt. Im Jahr 1996 wurde der nördliche Strand Vourlia als Badegewässer ausgewiesen, dessen Gültigkeit für den gesamten Küstenbereich vom Zentralstrand bis Gerondolakkos im Süden ausgewiesen ist. Seit 2010 wird die Wasserqualität regelmäßig nach der EG-Badegewässerrichtlinie überprüft und seit 2012 immer mit ausgezeichnet bewertet.

## Zugang
Xerokambos ist über Landstraßen von Ziros (Ζίρος) im Westen oder Zakros (Ζάκρος) im Norden zu erreichen. Eine Erschließungsstraße führt von Westen an den Strand Vourlia, vor dem sich ein unbefestigter Parkplatz befindet, auf dem Fahrzeuge kostenlos abgestellt werden können. Vom Parkplatz führt ein Weg nach Süden auf den Hügel Farmakokefalo, ein weiterer an einem Privathaus vorbei zum Strand Chiona oder Ambelos und am Ufer entlang nach Süden über Argilos nach Gerondolakkos. Die Nordwestseite des Strandes ist über einen unbefestigten Weg erreichbar, der von der Straße nach Vourlia abgeht.